# Мин, Оливье
Оливье Мин (фр. Olivier Minne, род. 18 марта 1967, Иксель, Бельгия) — французский актёр театра и кино, телеведущий и продюсер бельгийского происхождения. Ведущий конкурсов песни «Детское Евровидение – 2021» и «Детское Евровидение – 2023».

## Биография

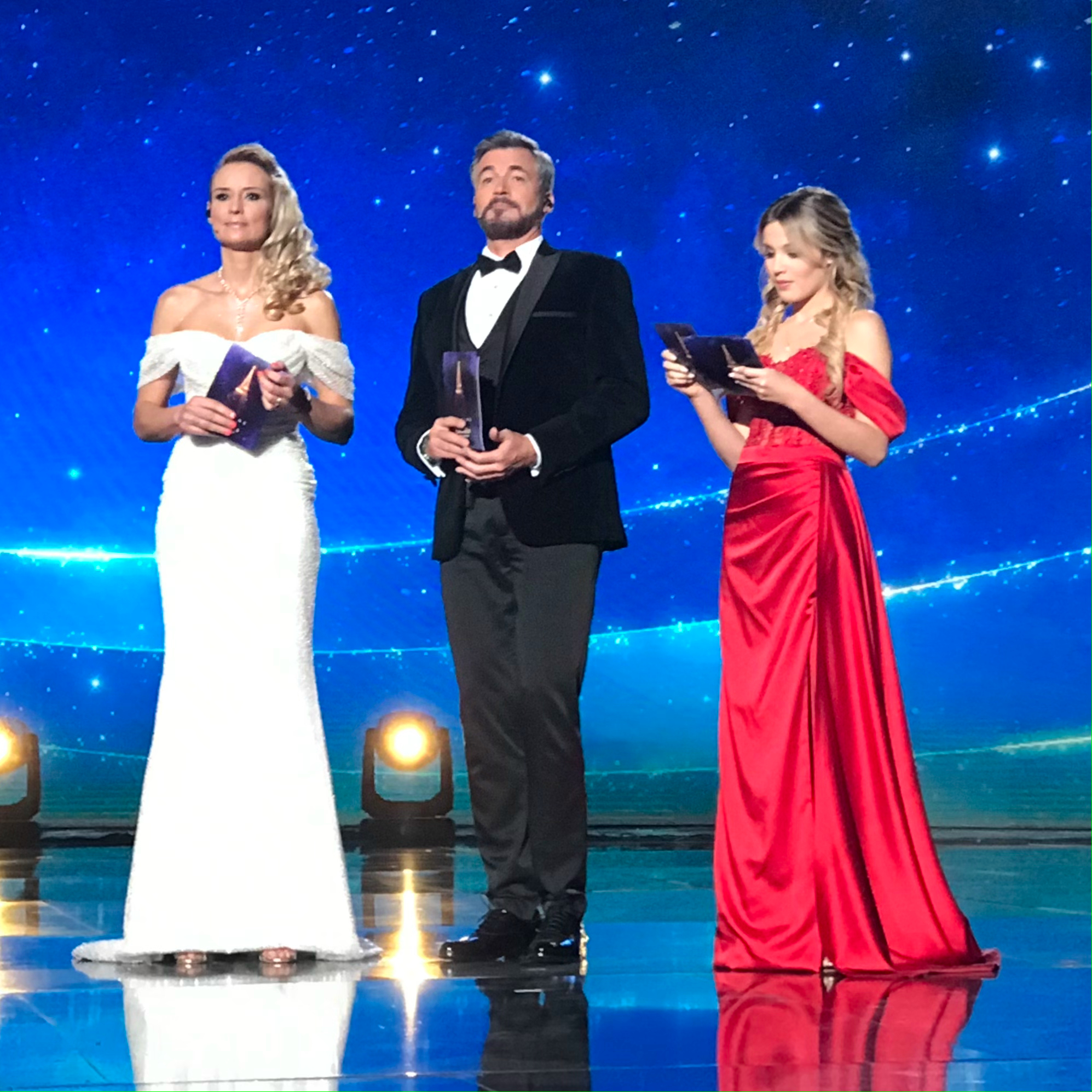
Элоди Госсюэн, Оливье Мин и Карла в качестве ведущих конкурса «Детское Евровидение – 2021»

Родился 18 марта 1967 года в Икселе в смешанной семье, отец — бельгиец, мать — француженка. После окончания средней школы поступил в колледж Сан-Мишель в Брюсселе, где он учился на философском факультете, после его окончания поступил на правоведческий факультет. Он решил переехать в Париж и ему повезло, в 1990 году его пригласили в телеканал Antenne 2, где он занимал должность помощника генерального директора и диктора, он же анонсировал запуск телеигры «Ключи от форта Байяр». 
В 1997 году он принял участие в качестве капитана одной из команд телеигры «Ключи от форта Байяр», он представить себе не мог, что спустя шесть лет после этого станет главным хозяином форта. В выпуске 1997 года он прошёл испытания: Амбар с зерном, Мадьярские качели и самое главное испытание с тиграми — Клеткосипед, он принёс своей команде два ключа, в Миньи-дуэлях «Зал совета» ему досталось Миньи-испытание Аквариум, но он не принёс времени в сокровищницу, ибо у него стакан потопился первым. Благодаря трём успешным Миньи-дуэлям, его команде удалось заполучить 2:45 на сокровищницу. В конечном итоге его команда стала победителем и заработала 60.410 франков. 
Вскоре Мин стал телеведущим, особой популярностью стали телеигры «Ключи от форта Байяр» и «Пират-атака», благодаря его приходу в телешоу «Ключи от форта Байяр», рейтинги 14-го сезона резко возросли, хотя во время 13-го сезона в 2002 году (ведущие Жан-Пьер Кастальди и Сандрин Домингес) телешоу чуть было не прекратило своё существование из-за низких рейтингов, также вместе с ним в телешоу пришла его новая соведущая Сара Лелуш. 

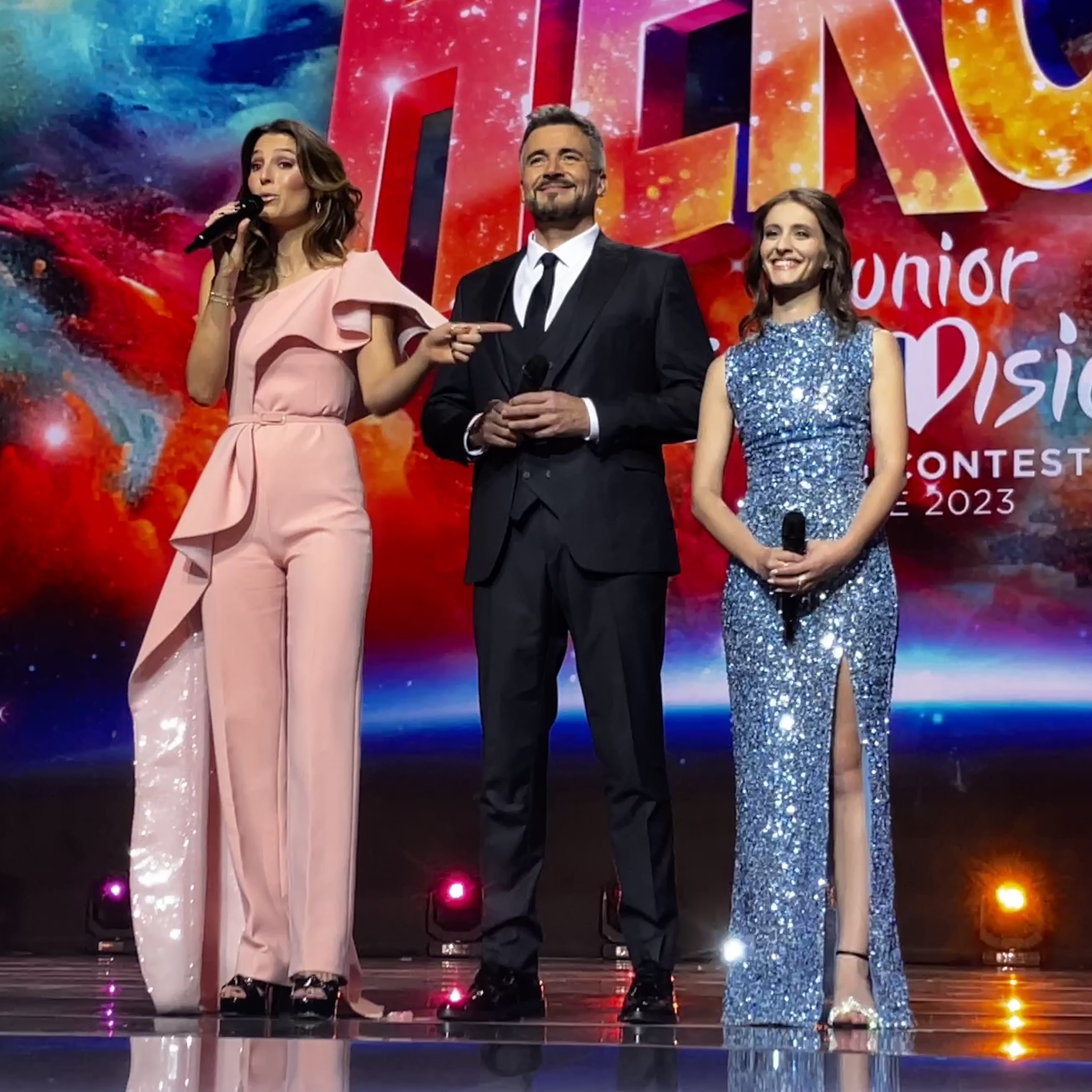
Лори Тилеман, Оливье Мин и Офенья в качестве ведущих конкурса «Детское Евровидение – 2023»

19 декабря 2021 года, совместно с Элоди Госсюэн и Карлой, был ведущим конкурса песни «Детское Евровидение – 2021», который проходил в Париже. Через два года, 26 ноября 2023 года, Оливье во второй раз стал ведущим конкурса песни «Детское Евровидение – 2023» в Ницце совместно с Лори Тилеман и Офеньей.

## Личная жизнь
7 августа 2014 года Оливье Мин публично объявил о своей бисексуальности, используя в программе «Les Grandes Gueules» на RMC выражение «Hetero и homo... heteromo». В 2017 году рассказал сайту «BuzzFeed», что теперь он определяет себя как гея.

## Телевидеография
- Диктор (Antenne 2 / France 2, 1990-1992)
- Noël Surprise coprésenté avec Valérie Maurice (Antenne 2, 1991)
- Collège du CNDP (FR3 (1991)
- Télévisite (FR3 / France 3, 1991-1993)
- Génies en herbe (FR3 / France 3, 1992-1994)
- Les Mondes fantastiques (France 3, 1992-1994) : jeu d'aventure pour les enfants
- Matin Bonheur (France 2, (1994-1996)
- Евровидение-1995 (France 2) : комментатор
- Choix Gagnant (France 2, (1996)
- Евровидение-1996 (France 2) : комментатор
- Les beaux matins (France 2, 1997)
- Евровидение-1997 (France 2) : комментатор
- Jeux sans frontières (France 2, (1997)
- Le Cercle des métiers (France 2, 1997)
- Que la musique commence (France 3, 1997)
- Les Nouveaux Mondes (France 2, 1998)
- Attention, les enfants regardent (TF1, 1999) avec Laurent Mariotte et Stéphane Bouillaud
- Пират-атака (France 3, 1999-2000)
- Les Écrans du savoir (La Cinquième, 2000-2001)
- C'est pas facile (France 2, 2001)
- La Cible (France 2, 2003-2006)
- Ключи от форта Байяр (France 2, depuis 2003) : соведущие — Сара Лелуш de 2003 à 2005, Анна-Гаэль Риччо de 2006 à 2009, в одиночку с 2010 года.
- Télé Piège coprésenté avec Anne-Gaëlle Riccio (TF6, 2004-2005)
- Cultissimo (puis Cultissime) coprésentée avec Lio (France 2, 2004-2005)
- La Nuit des records avec Adriana Karembeu (France 2, 2006)
- Un monde presque parfait (France 2, 2006-2007)
- La Revanche des stars (2007)
- La Saint-Valentin en chansons : coprésentation avec Virginie Guilhaume (France 2, 2007)
- 60 secondes du Colisée avec Virginie Hocq (France 2, 2007)
- Fête de la musique, concert depuis l'Hippodrome d'Auteuil (France 2, 2007-2009) avec Helena Noguerra (2008) et Daniela Lumbroso (2009)
- Juste pour rire lors du Festival au Québec (2007)
- Salut l'artiste (hommage à Jacques Martin) (2007)
- Les Stars de l'année, coprésentée avec Virginie Guilhaume (France 2, 2007)
- Les femmes en chanson avec Virginie Guilhaume (2007)
- Téléthon : coprésentation
- La nuit du Ramadan (2008)
- La cérémonie des trophées afro-caribéens aux côtés de Sonia Rolland (2008)
- Les 30 ans du Loto (France 2, 2008)
- La nuit de la fausse pub (TF6, 2009) coprésentée avec Anne-Gaëlle Riccio
- Le Grand lifting des tubes (TF6, 2009) avec Anne-Gaëlle Riccio
- Le meilleur de Fort Boyard (France 2, 2009)
- La nuit du Ramadan (2009)
- La nuit de la fausse bande annonce (TF6, 2009) avec Анна-Гаэль Риччо
- Mercator (RTBF / La Une, 2010)
- Toutes les idoles que j'aime (France 3, 2010)
- Ma ville en rire (France 3, 2010)
- Tous vos amis sont là (France 3, 2010-2011)
- Le Grand Concours des animateurs animé par Carole Rousseau - (TF1, 2011) : participant
- Dans les coulisses du show (France 2, le 12 novembre 2011)
- Ma famille déchire (Gulli, 2012)
- Ключи от форта Байяр ночные выпуски : Хэллоуин, Рождество, Новый год, (France 2, 31 octobre 2012, 22 décembre 2012, 29 décembre 2012)
- Ils chantent pour la tolérance (France 2, le 4 janvier 2013)
- Intervilles, prime-time anniversaire 50 ans du jeu (France 2, 29 juin 2013)
- Le meilleur de Fort Boyard (France 2, 2014)
- Pyramide (France 2, 2014-2015) : présentation
- Élection de Miss Prestige National 2015, coprésentation avec Mélody Vilbert (Non Stop People)
- Joker (France 2, 2015-2016) : présentation
- Élection de Miss Prestige National 2016 (Alsace 20) : présentation
- Tahiti Quest (Gulli, saison 3, à partir de 2016) : présentation
- Danse avec les stars (saison 7) (TF1, 2016) : participant
- Tout le monde a son mot à dire (France 2, coprésentation avec Sidonie Bonnec (depuis 2017)
- Les 5 anneaux d'or (France 2, depuis 2017) : présentation
- Concours Eurovision de la chanson junior 2021 sur France 2, coprésentation avec Élodie Gossuin et Carla Lazzari (EBU)